# Ernesto Galán
Ernesto Galán Íñigo (ur. 17 czerwca 1986 w Madrycie) – hiszpański piłkarz występujący na pozycji obrońcy w Rayo Majadahonda.